# Alchisme tridentata
Alchisme tridentata är en insektsart som beskrevs av Leon Fairmaire. Alchisme tridentata ingår i släktet Alchisme och familjen hornstritar. Inga underarter finns listade i Catalogue of Life.